# Hidalgo (banda)
Hidalgo es una banda de rock progresivo fundada en 2006 en Santiago de Chile por el guitarrista, compositor y productor de rock y metal Gabriel Hidalgo.

## Historia
La banda nace como proyecto solista del guitarrista Gabriel Hidalgo junto al bajista Mauricio Nader y al baterista Pablo Stagnaro, compañeros en ese momento de Gabriel en la banda chilena de power metal Six Magics, y a Gonzalo Astudillo del grupo chileno Dethroner en la otra guitarra.
Su primer disco se llama Infragilis (2007) y contiene algunas composiciones originales de Gabriel Hidalgo de los años 2001 al 2003. Curiosamente, el tema Infragilis que da nombre al disco no aparece en la lista de canciones, sino que vio la luz previamente en una producción patrocinada por la marca de instrumentos musicales japonesa Ibanez llamada Ibanez Army, la cual reunió a nueve destacados guitarristas del medio chileno entre los cuales el mismo Gabriel Hidalgo, Alejandro Silva, Claudio Cordero y Angelo Pierattini.
El segundo disco llamado Yupaychay (2009) es un intento de acercar su estilo musical a las raíces latinoamericanas, conteniendo adaptaciones en clave de rock instrumental de la música de Inti Illimani, Illapu y Quilapayún entre otros.
Después del segundo disco, Gabriel Hidalgo se radica por un tiempo en Estados Unidos por estudios, por lo que el proyecto se interrumpe, para ser retomado a su regreso con una nueva integrante, la guitarrista Cler Canifrú. Cler no fue reemplazo de Gonzalo Astudillo, puesto que él se alejó del grupo antes por problema de tiempo y la banda funcionó por un periodo como trío.
En el año 2019, la banda tiene el privilegio de contar con el ingreso de la virtuosa guitarrista chilena Angeline Bernini, aportando su talento en la guitarra y la inconfundible musicalidad de su voz. 
Los primeros discos de la banda corresponden principalmente a composiciones de Gabriel Hidalgo, lo cual cambia para la producción del tercer disco Lancuyen (2015), el cual cuenta con la participación de todos los miembros del grupo respecto de las decisiones y la composición. Lancuyen significa “eclipse de luna” en mapudungun.

## Influencias
Gabriel Hidalgo ha declarado como influencias para su trabajo a las bandas Cacophony, Los Jaivas, Bric-a-Brac, Iron Maiden, Pantera, Animals as Leaders, Deftones, Gojira, Devin Townsend y Pedro Aznar.
Sus influencias van del rock y el metal al folklore latinoamericano, lo cual se refleja en sus producciones y en la inclusión de componentes folklóricos que se evidencia en sus discos más recientes.

## Miembros
- Gabriel Hidalgo, Guitarra líder (2007-presente)
- Gonzalo Astudillo, Guitarra (2007-2009)
- Mauricio Nader, Bajo (2007-2018)
- Pablo Stagnaro, Batería (2007-presente)
- Cler Canifrú, Guitarra (2011-2019)
- Angeline Bernini (2019-presente)
- Braulio Aspé (2020-presente)

## Discografía
Álbumes
- Infragilis (2007)
- Yupaychay (2009)
- Lancuyen (2015)
- Kelmuya (2019)
- Agnicayana (2023)